# Henri Langlois
Henri Langlois (13. listopadu 1914 Smyrna – 13. ledna 1977 Paříž) byl francouzský filmový archivář a cinefil. V roce 1936 založil organizaci Cinémathèque française, která shromažďovala kopie filmů a jiné předměty související s filmem. Řadu filmů zachránil před zničením. V roce 1938 stál u zrodu organizace Fédération internationale des archives du film. Měl značný vliv na režiséry Francouzské nové vlny 50. a 60. let. V roce 1970 o něm byl natočen dokumentární film, v němž vystupovali například Kenneth Anger, Ingrid Bergmanová a François Truffaut. Roku 1973 dostal Čestného Oscara a v roce 1977 obdržel Čestného Césara. Je po něm pojmenována Cena Henriho Langloise udělovaná od roku 2006.